# Комиссия по банкам, финансам и страхованию Бельгии
Комиссия по банкам, финансам и страхованию Бельгии (CBFA) (нидерл.: Commissie voor het Bank-, Financie- en Assurantiewezen, фр.: Commission Bancaire, Financière et des Assurances) — агентство по регулированию финансовой сферы Бельгии, существовавшее с января 2004 года по март 2011 года.

## История
Комиссия была образована в 2004 году в результате слияния Страхового надзора (создан в 1975 году) и Комиссии по банковскому делу и финансам (создана в 1935 году) для формирования единого органа по регулированию всех финансовых рынков Бельгии.
1 апреля 2011 года (после вступления в силу Закона от 2 июля 2010 года) в рамках реструктуризации системы регулирования в Бельгии комиссия была реорганизована в Управление финансовых услуг и рынков Бельгии с целью введения новой модели надзора за финансовым сектором.

## Обязанности
- Поддержание макро- и микроэкономической стабильности финансовой системы, которая входит в компетенцию Национального банка Бельгии;
- Обеспечение справедливости и прозрачности рыночных процессов, честности и этического профессионализма отношений между участниками рынка.